# ريك تورنر (نقابي)
ريك تورنر (بالإنجليزية: Rick Turner)‏ هو نقابي جنوب أفريقي، ولد في 1942 في ستيلينبوش في جنوب أفريقيا، وتوفي في 8 يناير 1978.